# Konrad Adenauer
Konrad Hermann Josef Adenauer (wym. [ˈkɔnʁa:t ˈhɛɐman ˈjo:zɛf ˈa:dənaʊɐ]; ur. 5 stycznia 1876 w Kolonii, zm. 19 kwietnia 1967 w Bad Honnef) – niemiecki polityk, mąż stanu, działacz i długoletni przywódca Unii Chrześcijańsko-Demokratycznej (CDU), kanclerz RFN w latach 1949–1963. Z zawodu prawnik.
W latach 1917–1933 sprawował urząd nadburmistrza Kolonii. W okresie rządów nazistowskich nie brał udziału w życiu politycznym i jako przeciwnik nazizmu był dwukrotnie aresztowany. W 1945 ponownie został nadburmistrzem Kolonii. Był współzałożycielem partii chrześcijańsko-demokratycznej CDU, od 1950 do 1966 był jej przewodniczącym. W latach 1949–1963 sprawował urząd kanclerza RFN. Doprowadził m.in. do nawiązania stosunków dyplomatycznych z ZSRR i do uwolnienia przez ZSRR ostatnich 10 000 jeńców wojennych w 1955 r., co społeczeństwo uznało za największy jego sukces. Doprowadził również do odbudowy gospodarczej Niemiec oraz ich integracji z Europą Zachodnią, od przyjęcia planu Marshalla, poprzez członkostwo w EWG i NATO.

## Życiorys

### Młodość

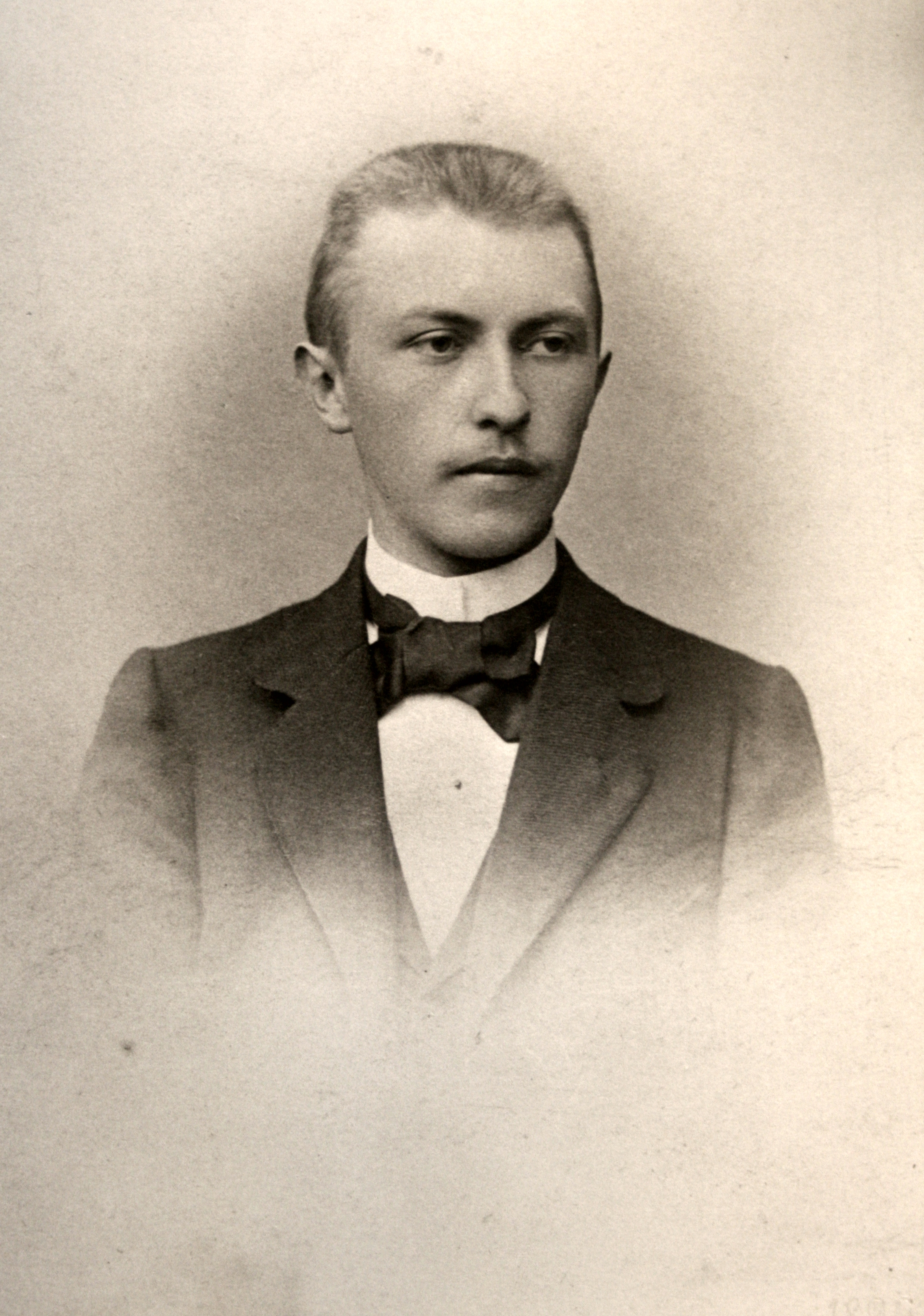
Konrad Adenauer w 1896

Konrad Adenauer był trzecim z pięciorga dzieci sekretarza Sądu Apelacyjnego w Kolonii (obecnie Oberlandesgericht Köln) i późniejszego radcy kanclerskiego Johanna Konrada Adenauera i jego małżonki Heleny z d. Scharfenberg. 5 marca 1894 Adenauer zdał maturę w Apostelgymnasium w Kolonii, potem studiował nauki prawnicze i wiedzę o państwie na uniwersytetach we Fryburgu Bryzgowijskim, Bonn i Monachium, był członkiem katolickich organizacji studenckich, z którymi utrzymywał związki w ciągu całego swojego życia.
W latach 1897 i 1901 zdał egzaminy państwowe kwalifikujące do wykonywania zawodu prawnika. Ze względów zdrowotnych nie musiał odbywać służby wojskowej. W latach 1901–1906 był asesorem sądowym przy prokuraturze w Kolonii, przedstawicielem kancelarii adwokackiej radcy prawnego Hermanna Kausena przy Krajowym Sądzie Najwyższym w Kolonii, sędzią pomocniczym Sądu Krajowego w Kolonii. W 1901 przystąpił do Partii Centrum. W 1906 roku został wybrany na radnego miasta Kolonii. W 1909 r. został wybrany na stanowisko pierwszego radnego i tym samym zastępcę nadburmistrza Kolonii.
W 1905 r. ożenił się z Emmą Weyer, wchodząc w ten sposób do wyższych sfer Kolonii. Jego pierwsza żona zmarła przedwcześnie w 1916 r. w wieku 36 lat. W 1919 r. ożenił się ponownie. Jego drugą żoną była Augusta Zinser. Z obu małżeństw miał ośmioro dzieci. Swoją drugą żonę przeżył o wiele lat – zmarła w 1948 r. w Rhöndorf wskutek choroby po pobycie w więzieniach Gestapo.

### Burmistrz Kolonii

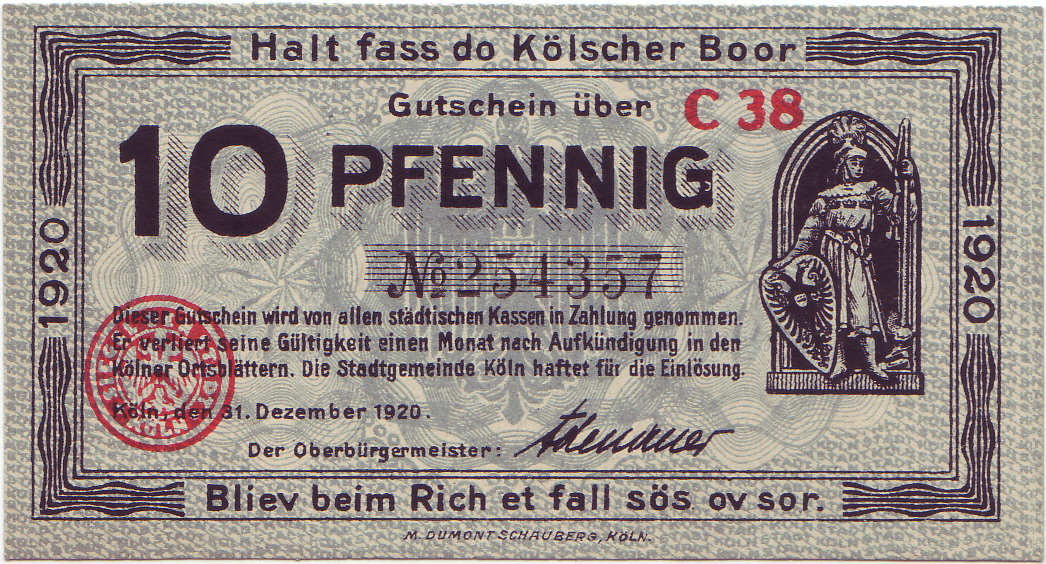
Podpis Adenauera na banknocie emitowanym w 1920 w Kolonii

W październiku 1917 r. został wybrany na burmistrza Kolonii, cesarz Wilhelm II nadał mu tytuł nadburmistrza, sprawował ten urząd do 1933 r. Pod koniec I wojny światowej w Kolonii nastąpiły problemy z zaopatrzeniem w żywność, co wymagało zdecydowanych działań ze strony władz miasta.
W okresie powojennym jako burmistrz podjął się modernizacji Kolonii. Na mocy traktatu wersalskiego fortyfikacje dookoła miasta miały być zburzone. Zburzenie fortyfikacji umożliwiło rozbudowę i modernizację miasta. Doprowadził do reaktywacji i rozbudowy Targów Kolońskich i Uniwersytetu Kolońskiego. Znaczący był jego udział w utworzeniu zakładów Forda i w budowie obiektów transportowych, jak np. mostu w Mühlheim i autostrady Kolonia – Bonn w 1932 r., pierwszej autostrady niemieckiej (obecnie A555). W razie konieczności negocjował także ze skrajnymi politycznymi przeciwnikami (np. z KPD), aby przeforsować swoje projekty w radzie miejskiej. W 1928 r. otworzył pierwszą światową wystawę prasową „Pressa” w Kolonii.
Kolonia, tak jak inne miasta i gminy Nadrenii, należała wtedy do kraju związkowego Prusy, tzw. Prowincji Nadreńskiej Prusy. W latach 1921–1933 Adenauer był prezydentem Pruskiej Rady Stanu. Stanowisko wymagało od niego częstych kontaktów z władzami centralnymi Republiki Weimarskiej. W związku z tym w latach 20. dwukrotnie sondowano, czy jest zainteresowany stanowiskiem kanclerza Rzeszy, za każdym razem jednak odmawiał.

### Okres III Rzeszy
Negatywnie oceniał nazizm. W 1932 roku jako prezydent Pruskiej Rady Stanu przeciwstawił się rozwiązaniu parlamentu krajowego Prus. W lutym 1933 odmówił powitania na lotnisku przybywającego do Kolonii Adolfa Hitlera. Zakazał wieszania swastyk na budynkach należących do administracji miasta, nakazał również zdjąć z mostu wywieszone tam sztandary nazistowskie. Wywołało to wściekłość nazistów. W wyniku wyborów komunalnych 12 marca, na skutek niezgodnych z prawem manipulacji rządu centralnego, został odwołany ze stanowiska nadburmistrza Kolonii. Wytoczono mu proces o korupcję, nie znaleziono jednak żadnych dowodów, sprawa została umorzona w 1934 roku.
Na krótki czas schronił się w opactwie Maria Laach w górach Eifel, gdzie był gościem kolegi szkolnego, opata Herwegena. W 1934 r. wprowadził się z rodziną do domu w Neubabelsbergu, na przedmieściach Poczdamu. 30 czerwca 1934 został aresztowany, w związku z puczem Röhma, jednak zwolniono go po 2 dniach. W następnych latach często zmieniał miejsce pobytu i ukrywał się okazjonalnie u przyjaciół. W 1937 r. uzyskał, po upartej walce, emeryturę i odszkodowanie za swój zarekwirowany przez nazistów dom w Kolonii, dzięki temu zbudował dom w Rhöndorfie.
Utrzymywał kontakt z działaczami różnych grup ruchu oporu wobec nazizmu, głównie katolickich, nie brał jednak udziału w działaniach opozycji antyhitlerowskiej.
W sierpniu 1944 został aresztowany wspólnie z żoną. Spędził w areszcie w Kolonii 3 miesiące. Z końcem września udało mu się zbiec, ale wkrótce potem został ponownie ujęty i jako pojedynczy więzień został zamknięty w więzieniu Gestapo w Brauweiler koło Kolonii, ale traktowano go tam stosunkowo łagodnie. Jego syn Max uzyskał umorzenie aresztu ojca, ponieważ w Berlinie nie było żadnych dowodów przeciwko niemu. O jego dossier po prostu zapomniano, o jego uwolnieniu też. 26 listopada 1944 opuścił więzienie Gestapo, nie wolno mu jednak było przebywać w Kolonii. Koniec wojny zastał go wraz z, już wcześniej zwolnioną i ciężko chorą, żoną w domu w Rhöndorfie, który to dom znalazł się pod ostrzałem artyleryjskim i został poważnie uszkodzony.

### Po II wojnie światowej (1945-1949)

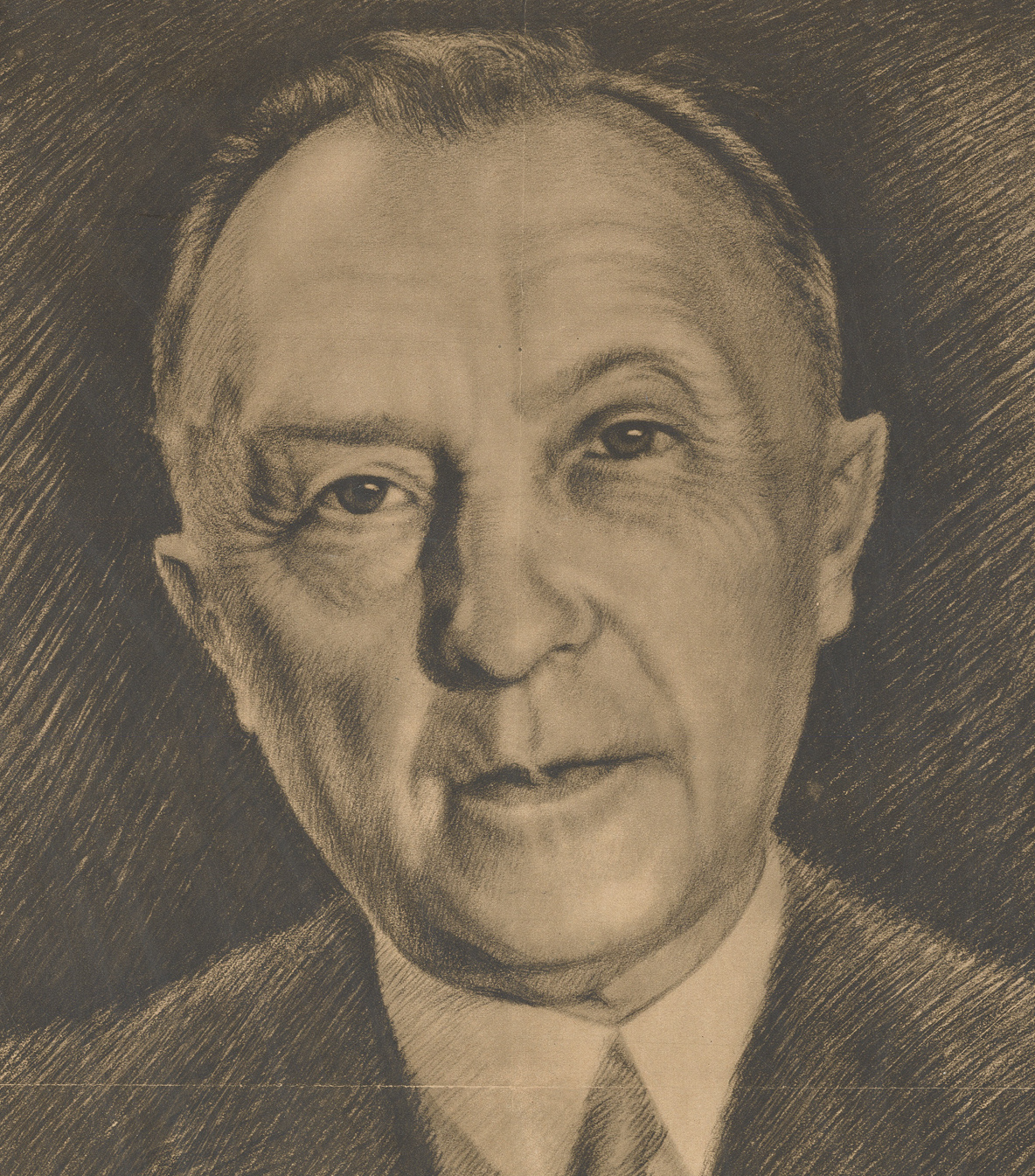
Konrad Adenauer na plakacie z 1949

W maju 1945 69-letni Adenauer został wyznaczony przez amerykański rząd wojskowy na stanowisko burmistrza Kolonii. Znajdował się na amerykańskiej, tzw. Białej Liście (dla całych Niemiec) na pierwszym miejscu. Po przejęciu Kolonii przez brytyjskie władze okupacyjne został jednak zwolniony 6 października 1945 z urzędu burmistrza. 2 września został założycielem i członkiem zarządu Partii Chrześcijańsko-Demokratycznej (CDP) w Nadrenii. Partia została założona przez byłych działaczy Partii Centrum.
W grudniu 1945 wziął udział w zjeździe CDU w Bad Godesberg. W marcu 1946 został przewodniczącym CDU w brytyjskiej strefie okupacyjnej. W 1947 r. mianowano go przewodniczącym CDU we wszystkich trzech strefach okupacyjnych.
W okresie powojennym Adenauer uważał, że największym zagrożeniem dla Niemiec jest ZSRR i komunizm. Uznawał zacieśnienie współpracy z państwami Europy zachodniej i sojusz z USA za skuteczną formę obrony przed wpływami ZSRR. Za największego sojusznika Niemiec uważał Francję. W odróżnieniu od ówczesnych polityków SPD sądził, że zjednoczenie Niemiec nie jest możliwe dopóki ZSRR pozostaje supermocarstwem. Sprawę rewizji granic Niemiec z Polską uważał za drugorzędną, nie poświęcał jej uwagi.
W 1948 roku powstała Rada Parlamentarna, której celem było stworzenie nowej konstytucji Niemiec. Dzięki kompromisowi z SPD Adenauer został jej przewodniczącym i odgrywał decydującą rolę w pracach nad konstytucją. Dzięki temu stanowisku udało mu się zyskać dużą popularność w niemieckim społeczeństwie. Konstytucja została uchwalona 8 maja 1949 roku.

### Kanclerz Niemiec (1949-1963)

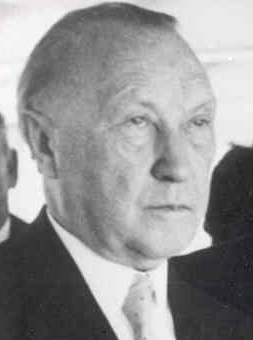
Konrad Adenauer, 1956

14 sierpnia 1949 miały miejsce wybory do Bundestagu. Koalicja CDU/CSU zdobyła 31% głosów i okazała się najsilniejszym ugrupowaniem w parlamencie, nie miała jednak samodzielnej większości. Większość posłów CDU i CSU chciała wielkiej koalicji z SPD. Adenauer utworzył jednak koalicję z FDP i DP. 15 września 1949 roku został wybrany kanclerzem Niemiec, w głosowaniu miał przewagę tylko jednego głosu. W 1953 roku CDU/CSU ponownie wygrała wybory. Adenauer utworzył koalicję z partią zrzeszającą niemieckich uchodźców ze wschodu i DP, co dało mu większość 2/3, umożliwiającą zmianę konstytucji. Pragnął zmienić konstytucję, by umożliwić budowę armii. W 1957 r. CDU/CSU wygrała wybory po raz kolejny, zdobywając 50,2% głosów, co dawało bardzo mocną większość bezwzględną. W 1961 roku ponownie stanął na czele rządu po wygranych wyborach. W październiku 1963 roku podał się do dymisji z urzędu kanclerza, aż do 1966 roku pozostał jednak szefem CDU i deputowanym do Bundestagu.

#### Poglądy gospodarcze
Jako kanclerz Adenauer był zwolennikiem koncepcji społecznej gospodarki rynkowej stworzonej przez Ludwiga Erharda. Koncepcja ta łączyła w sobie postulaty sprawiedliwości społecznej i wolnego rynku. Adenauer był zwolennikiem państwa dobrobytu, które na przykład finansowało budowę mieszkań komunalnych, ale jednocześnie sprzeciwiał się nacjonalizacji sektorów gospodarki czy wprowadzeniu gospodarki centralnie planowanej, co proponowała wówczas SPD.
Okres rządów Adenauera to czas wzrostu gospodarczego, spadku bezrobocia, intensywnych inwestycji państwa w infrastrukturę i mieszkalnictwo.

#### Obronność
Jako kanclerz Adenauer był zwolennikiem remilitaryzacji Niemiec i dołączenia do NATO. Konstytucja RFN zakazywała posiadania armii, Adenauer obawiał się jednak agresji sowieckiej na RFN i sądził, że należy zmienić te zapisy. W maju 1955 udało się zrealizować te cele. Po uprzedniej zmianie konstytucji, RFN została przyjęta do NATO.
Około 1954 r. Adenauer rozpoczął starania, mające na celu uzyskanie dostępu przez Niemcy do broni nuklearnej, a nawet możliwość własnej produkcji. Choć oficjalnie w 1954 r. odrzucił możliwość produkcji broni nuklearnej na terenie Niemiec, kanałami dyplomatycznymi wysyłał inne sygnały. Wraz z przystąpieniem do NATO, przywódcy wojskowi i polityczni rozpoczęli debatę nad możliwością uzyskania przez wojska niemieckie broni zdolnej do przenoszenia ładunków nuklearnych. Po roku 1956 Adenauer skrycie wysuwał tezę, że Republika Federalna Niemiec będzie musiała samodzielnie produkować broń nuklearną. W rezultacie Franz Josef Strauß, nowy minister Niemiec, wynegocjował sekretną umowę wojskową z Francją, która dotyczyła również współpracy w dziedzinie broni atomowej. We wrześniu 1956, po przystąpieniu do Euroatomu, kanclerz powiedział, że członkostwo to da Niemcom „możliwość stworzenia broni nuklearnej w normalny sposób”.

#### Integracja europejska

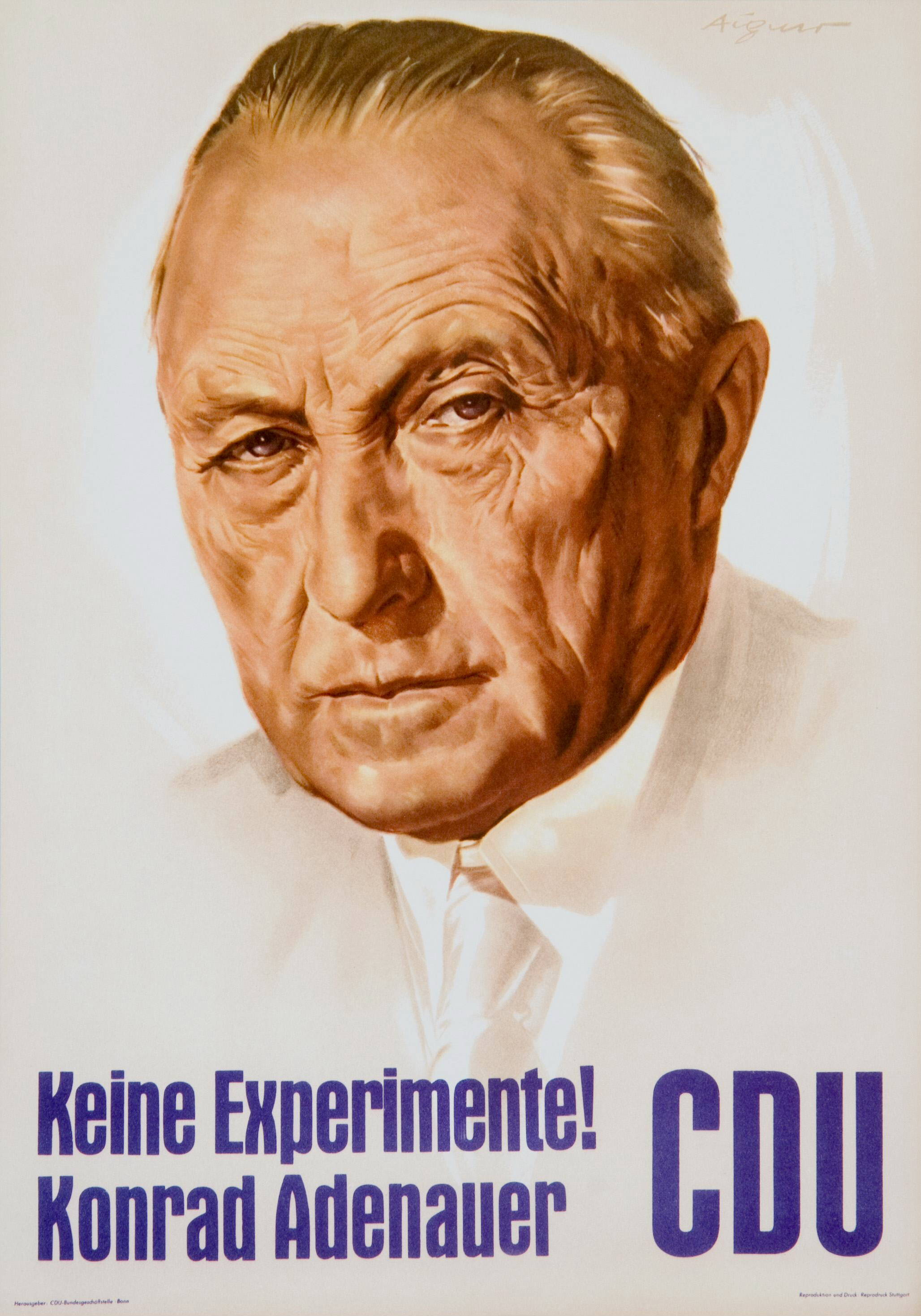
Plakat wyborczy CDU z 1953 roku z wizerunkiem Adenauera, hasło wyborcze brzmi „Żadnych eksperymentów!”

W polityce zagranicznej Adenauer był zwolennikiem integracji europejskiej i sojuszu z Francją. W maju 1950 roku z entuzjazmem przyjął propozycje Roberta Schumana, francuskiego ministra spraw zagranicznych, który postulował stworzenie Europejskiej Wspólnoty Węgla i Stali. W kwietniu 1951 Adenauer był jednym z sygnatariuszy traktatu paryskiego, który powoływał do życia wspólnotę. Wspólnota przekształciła się z organu kontrolującego niemiecki przemysł w związek gospodarczy, który był poprzednikiem Europejskiej Wspólnoty Gospodarczej i dzisiejszej Unii Europejskiej.

#### Umowa z Izraelem

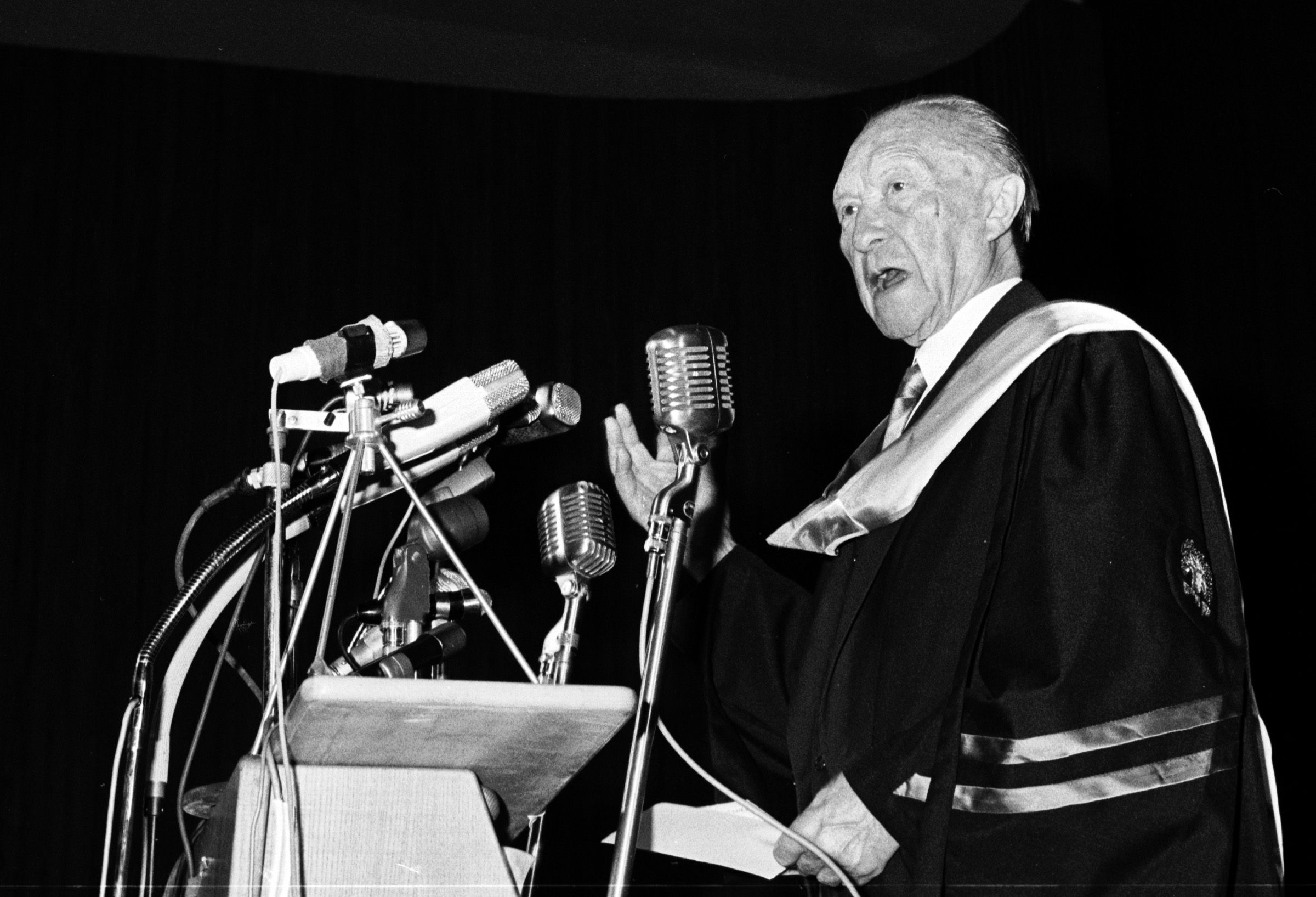
Adenauer podczas wizyty w Izraelu, 1966

Adenauer uznał zobowiązanie Niemiec Zachodnich względem Izraela, jako głównego przedstawiciela Żydów, do rekompensaty za Holocaust. 10 września 1952 oba państwa zawarły Luksemburską Umowę Reparacyjną, na mocy której Niemcy Zachodnie zgodziły się na wypłatę odszkodowań. Kanclerz RFN dążył do porozumienia zarówno w imię moralnego obowiązku, jak i politycznego pragmatyzmu. Uregulowanie sprawy odszkodowań dla ofiar Holocaustu było dla Niemiec warunkiem uznania na arenie międzynarodowej, jak i dobrych stosunków z USA.

#### Postawa wobec denazyfikacji
Początkowo większość Niemców popierała denazyfikację, z czasem jednak opinia publiczna zmieniła zdanie i większość była jej przeciwna. W okresie rządów Adenauera uchwalono dwie amnestie dla byłych nazistów, w 1949 i 1954 roku . W latach 50. Adenauer był zwolennikiem integracji byłych nazistów ze społeczeństwem . Na skutek tej polityki większość byłych nazistów, w tym wielu zbrodniarzy i stosunkowo wysoko postawionych działaczy (np. gauleiterów), została uniewinniona, zwolniona z więzienia i powróciła do pracy . Władze USA były oficjalnie nieprzychylnie nastawione wobec tego procesu, same jednak zatrudniały byłych naukowców współpracujących z nazistami czy ekspertów SS, ze względu na ich kwalifikacje (przykładem Wernher von Braun) . Adenauer ostentacyjnie spotykał się z byłymi generałami Wehrmachtu, w 1953 spotkał się publicznie w więzieniu z generałem SS Kurtem Meyerem . Meyer był skazany na karę śmierci za mordowanie jeńców wojennych, na skutek zabiegów władz niemieckich wyrok został zamieniony na dożywocie . W 1954 roku Meyer został zwolniony z więzienia . Bliskim współpracownikiem kanclerza przez wiele lat był Hans Globke, który wprawdzie nie należał do NSDAP, ale w 1935 roku współpracował przy tworzeniu ustaw norymberskich.

#### Relacje z PRL
W okresie rządów Adenauera RFN nie miała granicy z PRL. Kanclerz odmawiał uznania ówczesnej granicy NRD z Polską. Uzależniał jej uznanie od zawarcia traktatu pokojowego z ZSRR i uregulowania kwestii zjednoczenia Niemiec. Na relacje z PRL rzutowała kwestia uchodźców i przesiedleńców ze Wschodu. W latach 50. co 5. obywatel RFN był uchodźcą lub przesiedleńcem ze Wschodu. Przesiedleńcy wyznawali poglądy szowinistyczne, żywili nienawiść wobec krajów, z których zostali wysiedleni (Polski i Czechosłowacji), domagali się przywrócenia granic Niemiec z 1937 roku. CDU/CSU walczyło o elektorat uchodźców, Adenauer podkreślał prawo uchodźców do powrotu do swoich domów na Wschodzie, uzależniał jednak ten powrót od pokonania ZSRR i zjednoczenia Niemiec. W praktyce jednak temat granic Niemiec na wschodzie był mu obojętny, ponieważ miał on świadomość tego, że ich zmiana nie jest możliwa dopóki istnieje ZSRR.
Adenauer był bardzo negatywnie przedstawiany w propagandzie PRL. „Trybuna Ludu” zarzucała mu sprzyjanie ideologii faszystowskiej i innym ruchom skrajnie prawicowym. Zarzucano mu również, że nie reprezentuje interesów społeczeństwa niemieckiego, które rzekomo popiera Komunistyczną Partię Niemiec, a nie CDU . „Trybuna Ludu” pisała o związkach Adenauera z byłymi nazistami i piętnowała poparcie Kościoła katolickiego w Niemczech dla CDU/CSU .

## Upamiętnienie

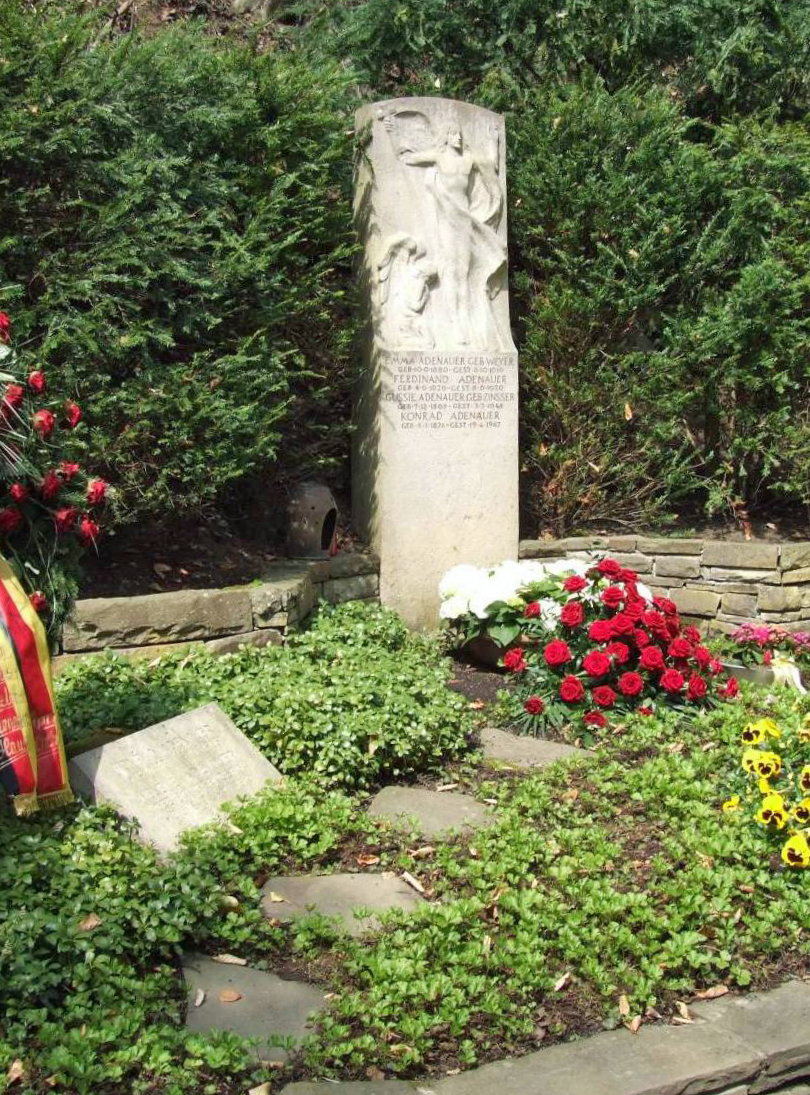
Grób Adenauera w Rhöndorf

Jego wizerunek został umieszczony na obiegowej monecie okolicznościowej RFN o nominale 2 marek bitej w latach 1969-1987.